# Bänderschnecken
Die Bänderschnecken (Cepaea) sind eine Gattung der Landlungenschnecken (Stylommatophora) aus der Familie der Schnirkelschnecken (Helicidae). Der Gattungsname der häufigen Schnecken spielt auf das Gehäuse an, was meistens ein gebändertes Muster aufweist.

## Merkmale
Bänderschnecken zeichnen sich durch kugelige Gehäuse mit 1,5 bis 2,5 Zentimetern Durchmesser aus, die oft gebändert sind. Dabei können die Grundfarben zwischen Gelb und Rosa bis hin zu Rot und Braun variieren. Zudem gibt es rein gelbe oder rosafarbene Bänderschnecken, sowie unterschiedliche Arten der Musterung, wobei fünffach gebänderten Tiere am häufigsten auftreten. Durch die Kombination unterschiedlicher Grundfarben mit unterschiedlicher Bänderung gibt es insgesamt 89 Phänotypen. Die Unterschiede sind in erster Linie oberflächlich, während anatomische Merkmale, wie die Genitalien, einschließlich des sogenannten Liebespfeils sich gleichen. Ausgewachsene Schnecken lassen sich durch die Färbung der Lippe an der Öffnung des Häuschens unterscheiden und werden daher auch als Schwarzmündige und Weißmündige Bänderschnecke bezeichnet.
Der ausgeprägte Polymorphismus bie der Gehäusefärbung dient sowohl als optische Anpassung an die jeweilige Umgebung, als auch als Reaktion auf Selektion durch Prädatoren, wie der Singdrossel.

## Vorkommen und Lebensweise
Die Gattung kommt in Europa und verschleppt in Nordamerika vor. Die Tiere leben auf Wiesen, in Wäldern, Parks und Gärten.
Ihre Aktivitätsperiode reicht in West- und Mitteleuropa von März bis Oktober. Anschließend gehen sie in eine Kältestarre, die ca. fünf Monate anhält.

## Ökologische Bedeutung
Als Beutetiere sind Bänderschnecken insbesondere für Singvögel von großer Bedeutung. Ihre Gehäuse enthalten Kalzium, das nicht nur für die Knochen der Vögel, sondern auch für die Bildung von Eierschalen wichtig ist. Es konnte nachgewiesen werden, dass Eier, von Vögeln, die in Gebieten mit weniger Schnecken lebten brüchiger waren.

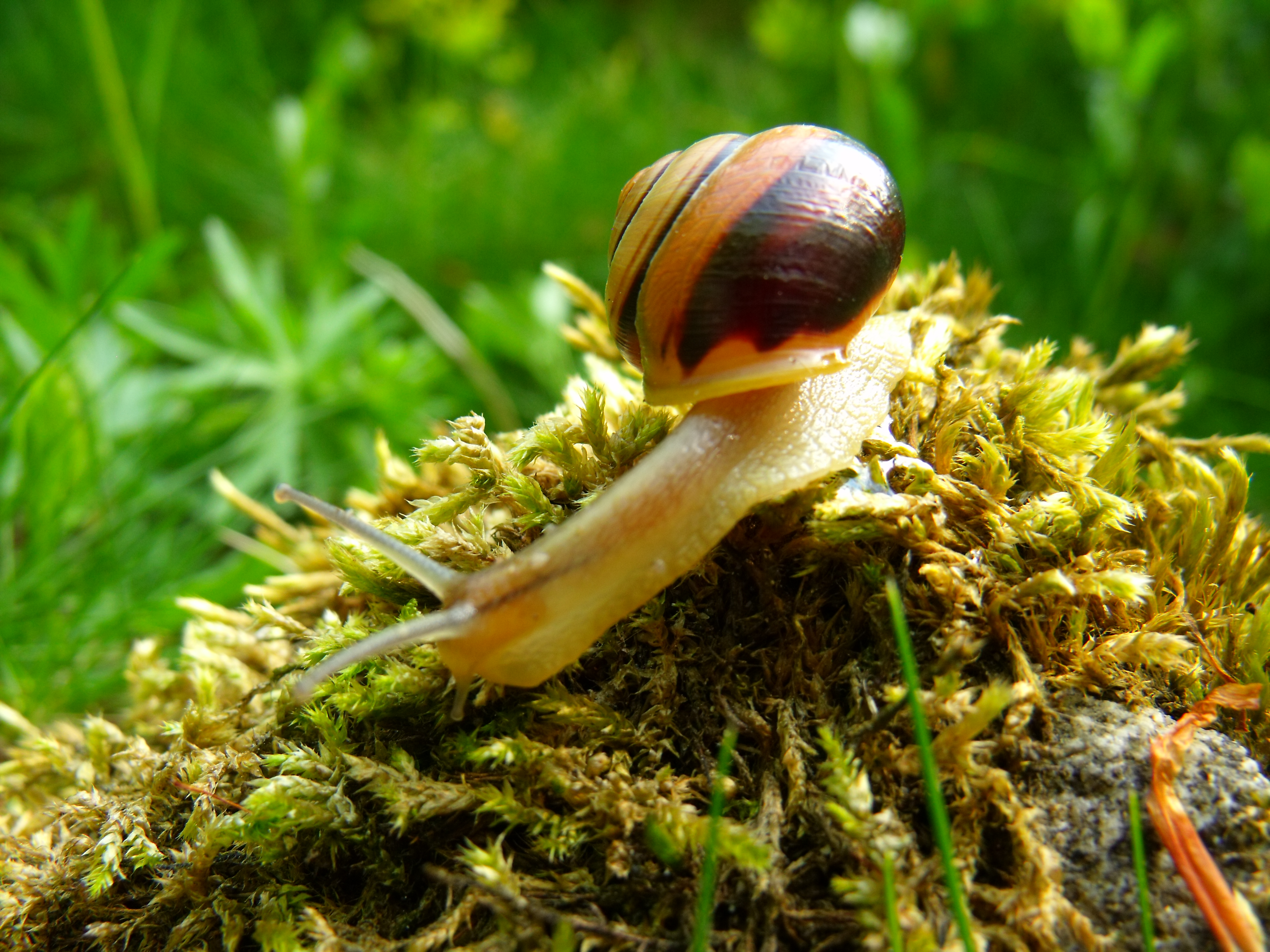
Die Garten-Bänderschnecke ist am hell gefärbten Häuschenrand erkennbar

Weitere Fressfeinde sind Käfer wie der Schneckenhauskäfer (und seine Larven) und der Schwarze Schneckenjäger, sowie der Schneckenkanker. Zu den Käferlarven, bei denen Bänderschnecken einen wichtigen Teil der Nahrung ausmachen, gehören auch die Larven der Leuchtkäfer.
Darüber hinaus nutzen Wildbienen, wie die Zweifarbige Schneckenhausbiene, die leeren Schneckenhäuser für die Eiablage.

## Systematik

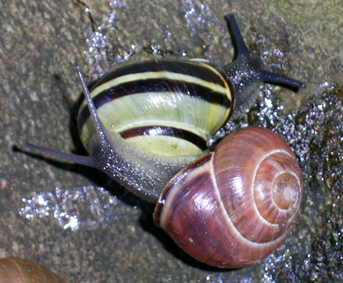
Zwei unterschiedlich gefärbte Hain-Bänderschnecken

Die Gattung der Bänderschnecken war bisher in Europa durch vier Arten vertreten. Nach molekulargenetischen Untersuchungen 2015/16 müssen nun zwei Arten anderen Gattungen zugewiesen werden. In der Gattung Cepaea verbleiben nur noch zwei Arten (sowie einige fossile Arten):
- Garten-Bänderschnecke (Cepaea hortensis)
- Hain-Bänderschnecke (Cepaea nemoralis)

Die Gerippte Bänderschnecke wurde in die Gattung Caucasotachea C. Boettger, 1909 transferiert (Caucasotachea vindobonensis) und die Wald-Schnirkelschnecke in die Gattung Macularia Martens, 1850 (Macularia sylvatica).

## Sonstiges
Durch ihre Häufigkeit in Gärten, Hecken und Gebüschen, sowie der leeren Schneckenhäuser, die Kinder gern sammeln, eignen sich Bänderschnecken gut für die Umweltbildung. Die beiden, heimischen Arten lassen sich leicht anhand der Farbe der Öffnung bestimmen.